# Просек (Нишка Бања)
Просек је насељено место у градској општини Нишка Бања на подручју града Ниша у Нишавском округу. Према попису из 2022. било је 551 становника (према попису из 1991. било је 470 становника). Насеље се налази на старом путу Ниш-Пирот који води кроз Сићевачку клисуру неколико километара пре уласка у Сићевачку клисуру. Кроз насеље пролзи железничка пруга Београд-Ниш-Пирот-Димитровград-Софија.
Према турском попису нахије Ниш из 1516. године, место је било једно од 111 села нахије и носило је исти назив као данас, а имало је 5 кућа, 3 удовичка домаћинства, 2 самачка домаћинства.

## Саобраћај
До Просека се може доћи приградским линијама: линија 18 ПАС Ниш - Нишка Бања - Просек - Сићево, линија 20 ПАС Ниш - Нишка Бања - Просек - Сићево - Островица - Равни До и линија 20Л ПАС Ниш - Нишка Бања - Просек - Сићево - Островица.

## Демографија
У насељу Просек живи 522 пунолетних становника, а просечна старост становништва износи 48,5 година (48,3 код мушкараца и 48,5 код жена). У насељу има 213 домаћинстава, а просечан број чланова по домаћинству је 2,59.
У насељу је задњих деценија изграђен велики број кућа за одмор и викендица.
Ово насеље је великим делом насељено Србима (према попису из 2002. године), а у последња три пописа, примећен је пораст у броју становника.
|             | \| Демографија[2] \| Демографија[2] \| Демографија[2] \| \| Година \| Становника \| Становника \| \| -------------- \| -------------- \| -------------- \| \| 1948. \| 287 \| \| \| 1953. \| 318 \| \| \| 1961. \| 328 \| \| \| 1971. \| 384 \| \| \| 1981. \| 438 \| \| \| 1991. \| 470 \| 470 \| \| 2002. \| 600 \| 612 \| \| 2011. \| 599 \| \| \| 2022. \| 551 \| \| |            |
| Демографија | |            |
| Година      | Становника | Становника |
| 1948.       | 287 |            |
| 1953.       | 318 |            |
| 1961.       | 328 |            |
| 1971.       | 384 |            |
| 1981.       | 438 |            |
| 1991.       | 470 | 470        |
| 2002.       | 600 | 612        |
| 2011.       | 599 |            |
| 2022.       | 551 |            |

| Етнички састав према попису из 2002.‍ | Етнички састав према попису из 2002.‍ | Етнички састав према попису из 2002.‍ | Етнички састав према попису из 2002.‍ | Етнички састав према попису из 2002.‍ |
| ------------------------------------ | ------------------------------------ | ------------------------------------ | ------------------------------------ | ------------------------------------ |
|                                      |                                      |                                      |                                      |                                      |
| Срби                                 | Срби                                 |                                      | 557                                  | 92,83%                               |
| Роми                                 | Роми                                 |                                      | 11                                   | 1,83%                                |
| Југословени                          | Југословени                          |                                      | 7                                    | 1,16%                                |
| Бугари                               | Бугари                               |                                      | 3                                    | 0,5%                                 |
| Црногорци                            | Црногорци                            |                                      | 2                                    | 0,33%                                |
| Словенци                             | Словенци                             |                                      | 1                                    | 0,16%                                |
| Македонци                            | Македонци                            |                                      | 1                                    | 0,16%                                |
| непознато                            | непознато                            |                                      | 17                                   | 2,83%                                |

| Година пописа     | 1948. | 1953. | 1961. | 1971. | 1981. | 1991. | 2002. |
| ----------------- | ----- | ----- | ----- | ----- | ----- | ----- | ----- |
| Број домаћинстава | 56    | 63    | 80    | 104   | 125   | 142   | 220   |

| Број чланова      | 1  | 2  | 3  | 4  | 5  | 6  | 7 | 8 | 9 | 10 и више | Просек |
| ----------------- | -- | -- | -- | -- | -- | -- | - | - | - | --------- | ------ |
| Број домаћинстава | 47 | 64 | 50 | 36 | 10 | 10 | 3 | 0 | 0 | 0         | 2,73   |

| Пол    | Укупно | Неожењен/Неудата | Ожењен/Удата | Удовац/Удовица | Разведен/Разведена | Непознато |
| ------ | ------ | ---------------- | ------------ | -------------- | ------------------ | --------- |
| Мушки  | 280    | 71               | 189          | 15             | 5                  | 0         |
| Женски | 252    | 42               | 179          | 21             | 10                 | 0         |
| УКУПНО | 532    | 113              | 368          | 36             | 15                 | 0         |

| Пол    | Укупно                    | Пољопривреда, лов и шумарство | Рибарство                            | Вађење руде и камена | Прерађивачка индустрија       |
| ------ | ------------------------- | ----------------------------- | ------------------------------------ | -------------------- | ----------------------------- |
| Мушки  | 122                       | 1                             | 0                                    | 0                    | 52                            |
| Женски | 74                        | 6                             | 0                                    | 0                    | 34                            |
| УКУПНО | 196                       | 7                             | 0                                    | 0                    | 86                            |
| Пол    | Производња и снабдевање   | Грађевинарство                | Трговина                             | Хотели и ресторани   | Саобраћај, складиштење и везе |
| Мушки  | 10                        | 3                             | 18                                   | 5                    | 12                            |
| Женски | 0                         | 1                             | 9                                    | 5                    | 2                             |
| УКУПНО | 10                        | 4                             | 27                                   | 10                   | 14                            |
| Пол    | Финансијско посредовање   | Некретнине                    | Државна управа и одбрана             | Образовање           | Здравствени и социјални рад   |
| Мушки  | 1                         | 3                             | 5                                    | 4                    | 2                             |
| Женски | 0                         | 0                             | 1                                    | 6                    | 5                             |
| УКУПНО | 1                         | 3                             | 6                                    | 10                   | 7                             |
| Пол    | Остале услужне активности | Приватна домаћинства          | Екстериторијалне организације и тела | Непознато            | Непознато                     |
| Мушки  | 2                         | 0                             | 0                                    | 4                    | 4                             |
| Женски | 3                         | 0                             | 0                                    | 2                    | 2                             |
| УКУПНО | 5                         | 0                             | 0                                    | 6                    | 6                             |